# Asbjørn Kragh Andersen
Asbjørn Kragh Andersen (født 9. april 1992) er en dansk tidligere cykelrytter, der senest kørte for Team DSM.
Efter at have afsluttet sin cykelkarriere blev han ekspertkommentator hos Warner Bros. Discovery Danmark.
Han er storebror til cykelrytter Søren Kragh Andersen.

## Palmarès
2013
1. plads 2. etape i Course de la Paix U23
5. plads Hadeland GP
7. plads Skive-Løbet
2014
1. plads 2. etape i Szlakiem Grodòw Piastowskich
4. plads samlet i Grand Prix Cycliste de Saguenay
1. plads  Ung rytter klassifikaation
4. plads Overall Tour de Beauce
5. plads DM i landevejscykling, enkeltstart
5. plads Rund um Köln
6. plads Skive-Løbet
2015
1. plads, 5. etape Tour du Loir et Cher E Provost
1. plads, Ringerike GP
1. plads, 5. etape i Flèche du Sud
1. plads, 3. etape i Paris-Arras Tour
2016
1. plads, 4. etape i Tour des Fjords
2017
7. plads Gran Premio della Costa Etruschi
9. plads samlet Danmark Rundt
2018
1. plads  samlet Tour du Loir-et-Cher
1. plads  Pointkonkurrencen
2. plads Poreč Trophy
5. plads Trofej Umag
7. plads Veenendaal-Veenendaal Classic
2020
5. plads ved DM i landevejscykling, linjeløb